# محمدعارف خان‌نورزی
محمدعارف خان‌نورزی (زاده: ۱۳۳۷ قندهار، ولایت قندهار) سیاست‌مدار افغانستانی و نماینده مردم قندهار در دوره پانزدهم مجلس نمایندگان افغانستان است.

## زندگی‌نامه
محمد 
محمدعارف خان‌نورزی متولد ۱۳۳۷ از قندهار افغانستان است. وی تحصیلات ابتدایی خود را مدرسه جمعیت فاضل قندهار خواند و تحصیلات دورسه لیسه/دبیرستان خود را در لیسه احمدشاه بابا به پایان رساند. وی برای تحصیلات عالی به کشور هندوستان رفت اما با به میان آمدن حکومت حزب دموکراتیک خلق افغانستان مجبور شد به کشور بازگردد و ادامه تحصیلات خود را دانشکده زراعت دانشگاه کابل ادامه دهد. با افزایش جنگ وی تحصیلات خود را نیمه تمام گذاشت و به جبهه‌های جنگ رفت. وی در سال ۱۳۷۱ و پس از سقوط حکومت محمد نجیب الله توانست به رتبه تورن جنرال/سرلشکری برسد.

## دیگر فعالیت‌ها
- عضو کنفرانس‌های بن و رم.[۱]
- وزیر صنایع دستی و مواد غذایی در دولت موقت.[۱]
- وزارت امور سرحدات، اقوام و قبایل در دولت انتقالی.[۱]
- نائب اول مجلس نمایندگان در دوره پانزدهم شورای ملی افغانستان.[۱]